# Cyphanthera
Cyphanthera  es un género de plantas con flores arbústivas de la subfamilia Nicotianoideae, en la familia de las solanáceas. Comprende 9 especies endémicas de Australia.

## Descripción

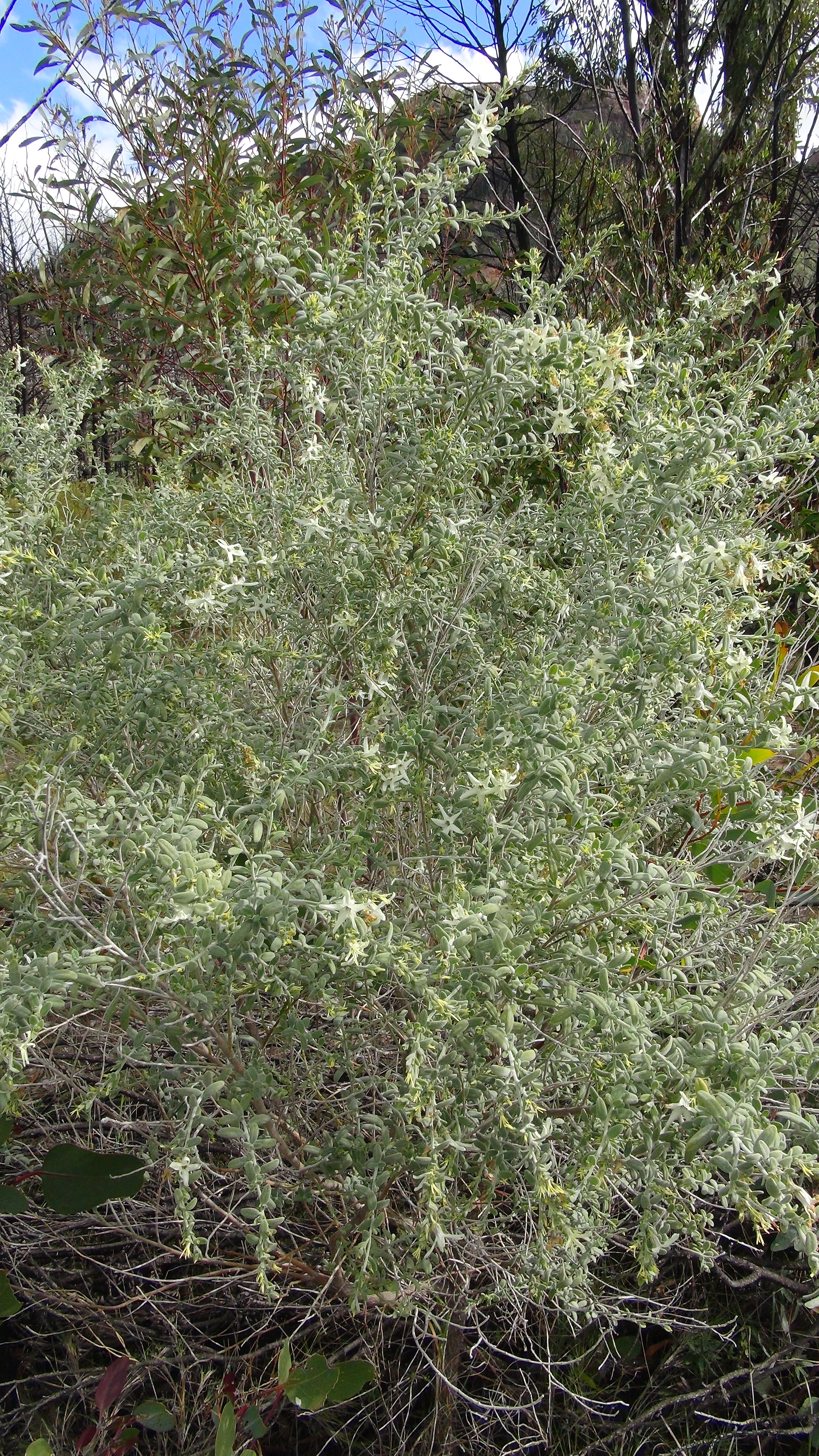
Un ejemplo del género: Cyphantera albicans subsp.notabilis - Aspecto general del arbusto - Warrumbungle National Park, Nueva Gales del Sur, Australia

Se trata de arbustos de tamaño métrico, tomentosos/pubescentes, con corteza acorchada en la base del tallo/tronco. Sus hojas son alternas, simples, enteras y sentadas/subsentadas. Las flores se organizan en inflorescencias cimosas o están terminales y solitarias en el ápice de los pedicelos o en las áxilas de las hojas. Dichas flores son hermafroditas, con un cáliz campanulado pentalobulado persistente y una corola actinomorfa pentalobulada, o algo cigomorfa, eventualmente pubescente, con la garganta estriada de color purpúreo. El androceo tiene 4 estambres unitecados, iguales por pares o desiguales, introrsos e implantados en la base de la corola. Están acompañado o no de un estaminodio. El gineceo tiene el ovario biloculado. Este último deriva en una cápsula lisa, erecta o péndula, de dehiscencia tetraseptal parcialmente encerrada en el cáliz persistente y acrescente. Las semillas son subreniformes y con testa reticulada.

## Distribución
El género es estrictamente endémico de Australia meridional, incluida Tasmania.

## Taxonomía
El género fue descrito por John Miers y publicado en Annals and Magazine of Natural History, ser. 2, vol. 11, LXV, p. 375-381, 1853.
Fue ulteriormente rebajado al rango de section de Anthocercis sensu lato. y recientemente restablecido como género. Pero, estudios citológicos posteriores, establecieron la polifilia de los géneros Cyphanthera y Duboisia: la especie Cyphanthera odgersii es más próxima al género Grammosolen que a las otras especies del género que forman un clado con los géneros Duboisia y el monoespecífico Crenidium.
Etimología
- Cyphanthera: nombre genérico compuesto de los vocablos griegos χυφόζ, curvado y άνθηρός, antera, o sea con «anteras curvadas», por la peculiar forma de las anteras uniloculares que caracterizan al género.[8]

## Especies aceptadas
- Cyphanthera albicans (A.Cunn.) Miers
- Cyphanthera anthocercidea (F.Muell.) Haegi
- Cyphanthera microphylla Miers
- Cyphanthera miersiana Haegi
- Cyphanthera myosotidea (F. Muell.) Haegi
- Cyphanthera odgersii (F. Muell.) Haegi
- Cyphanthera racemosa (F. Muell.) Haegi
- Cyphanthera scabrella Miers
- Cyphanthera tasmanica Miers[1]